# Iglesia del Redentor (Bad Homburg)
La iglesia del Redentor (en alemán: Erlöserkirche) de Bad Homburg es una iglesia alemana de principios del siglo XX que pertenece a la Iglesia protestante de Alemania. Terminada en 1908, el edificio tiene una pesada apariencia neorrománica, mientras que su interior es de estilo neobizantino, con ricas decoraciones de mármol en las paredes y mosaicos dorados que cubren el techo abovedado, lo que hace que a la iglesia a veces se la llame la «Santa Sofía de Bad Homburg».

Exterior
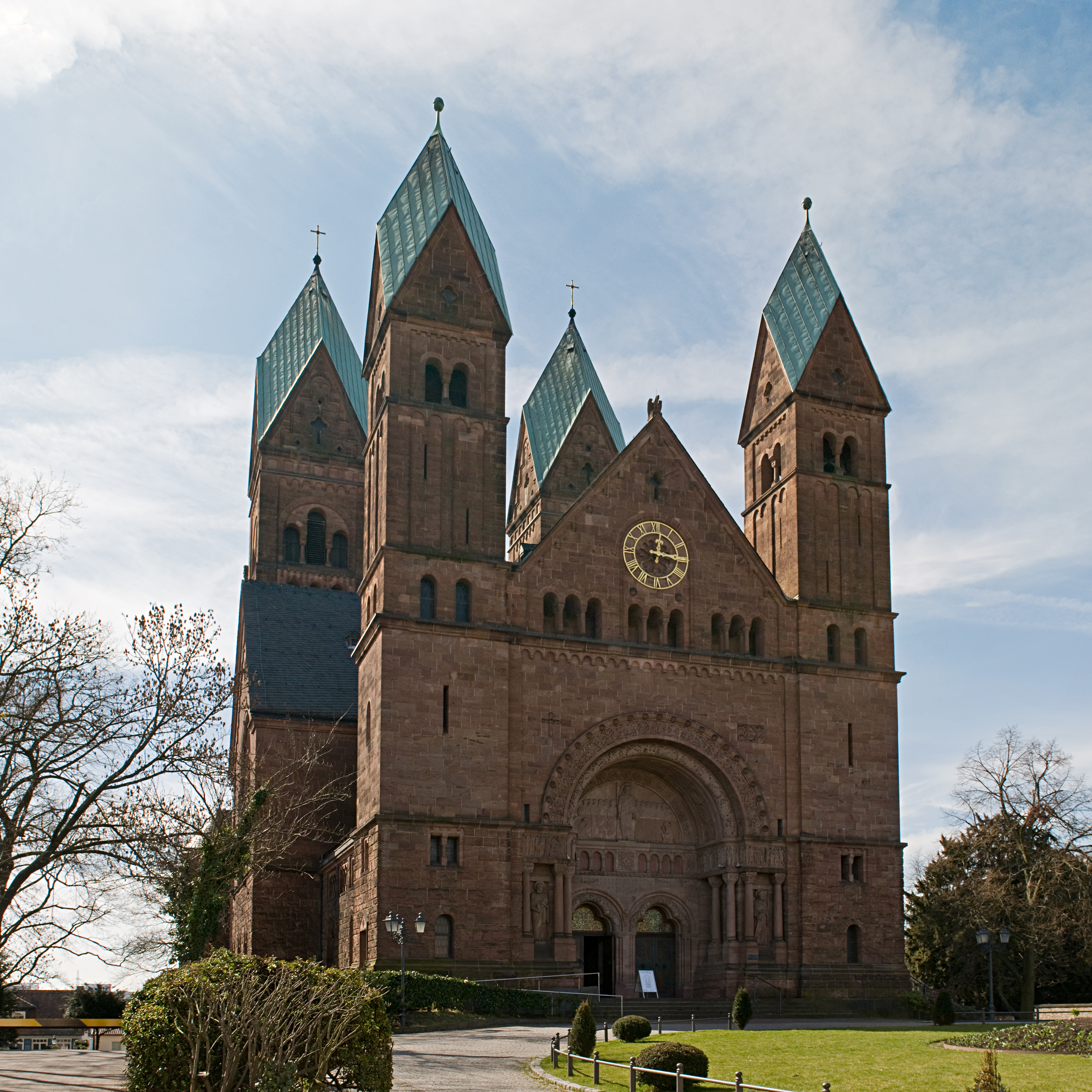
Fachada principal desde  la Dorotheenstraße
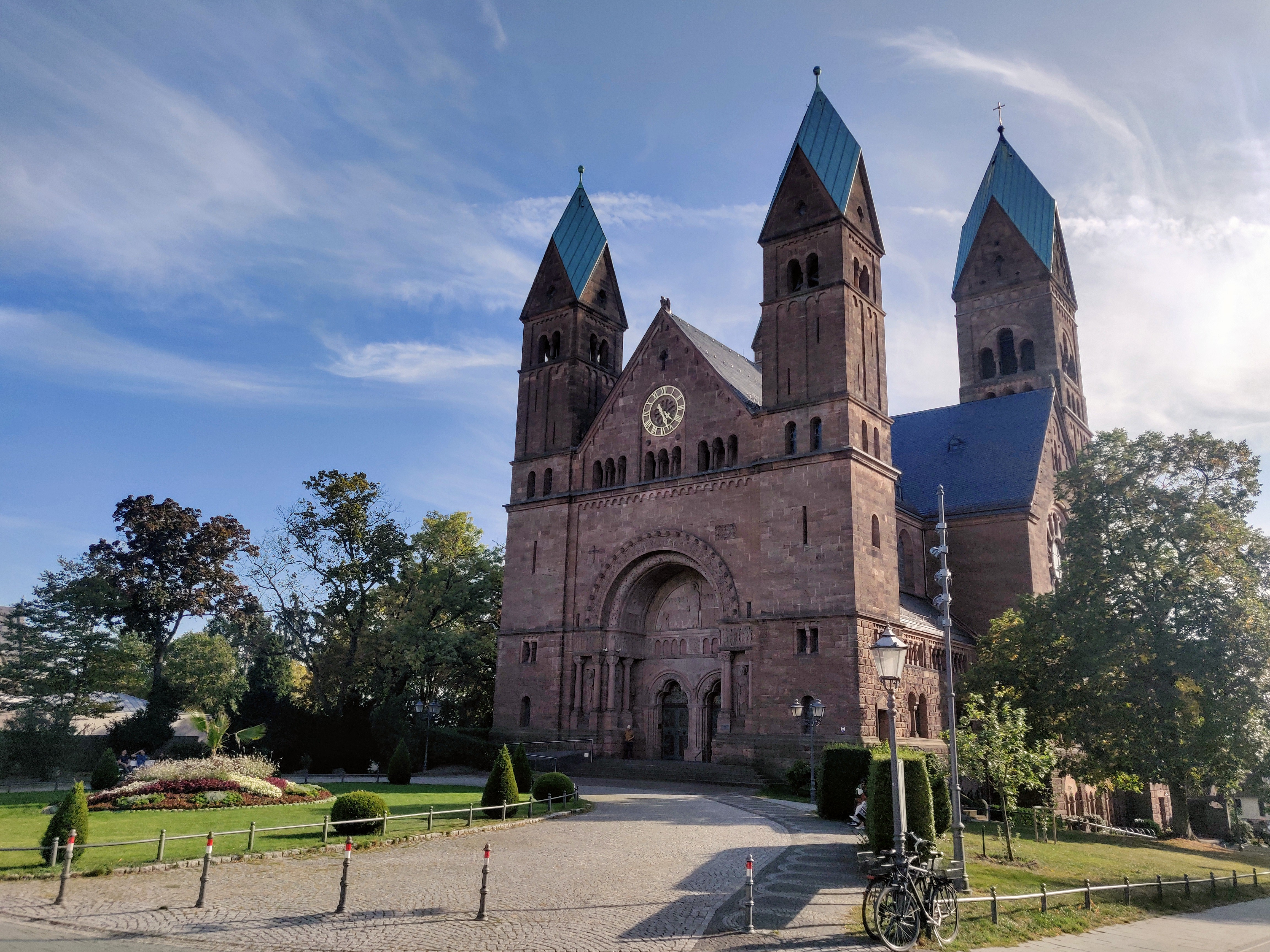
Vista en escorzo desde el lador sur
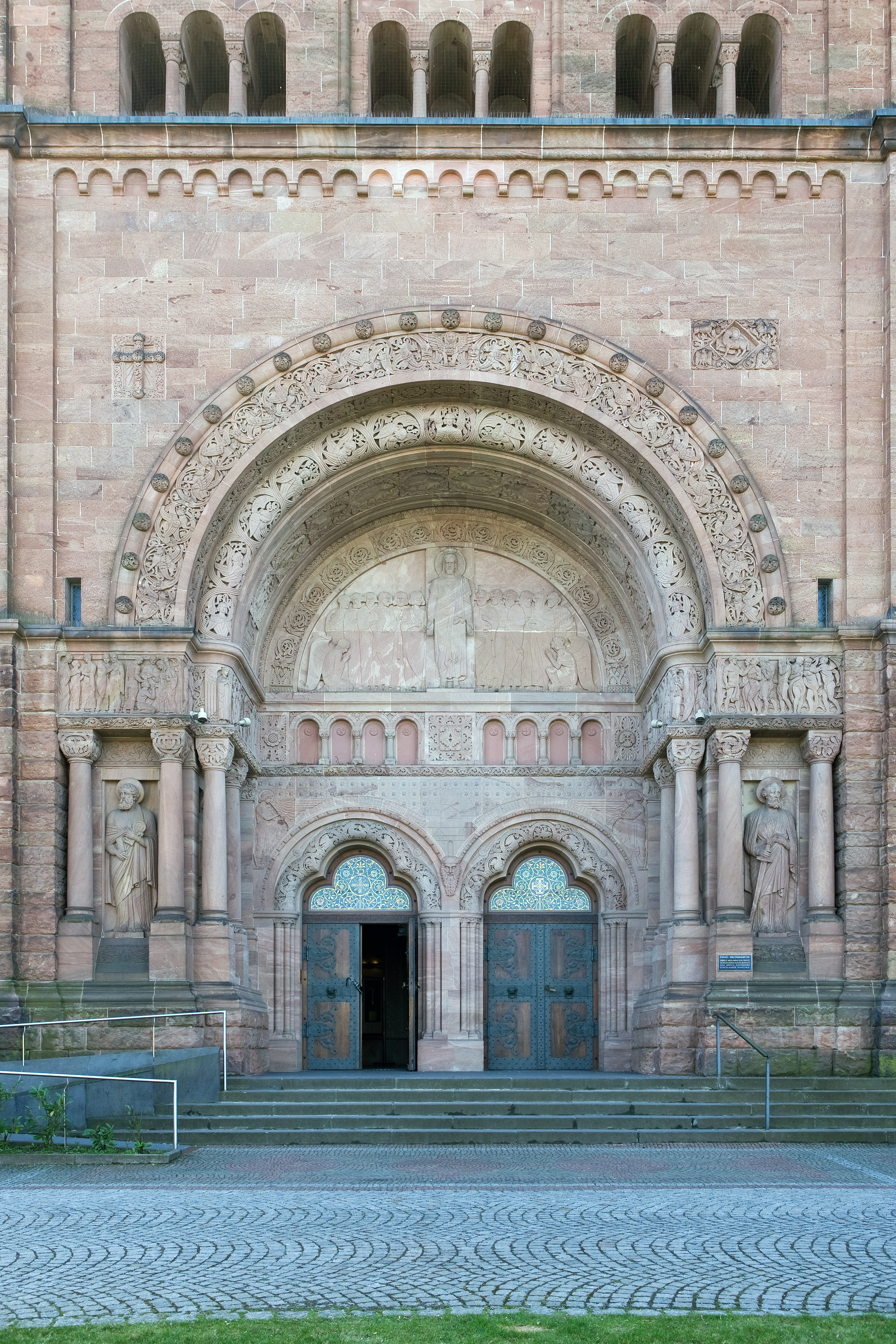
Detalle del portal, con la entrada doble
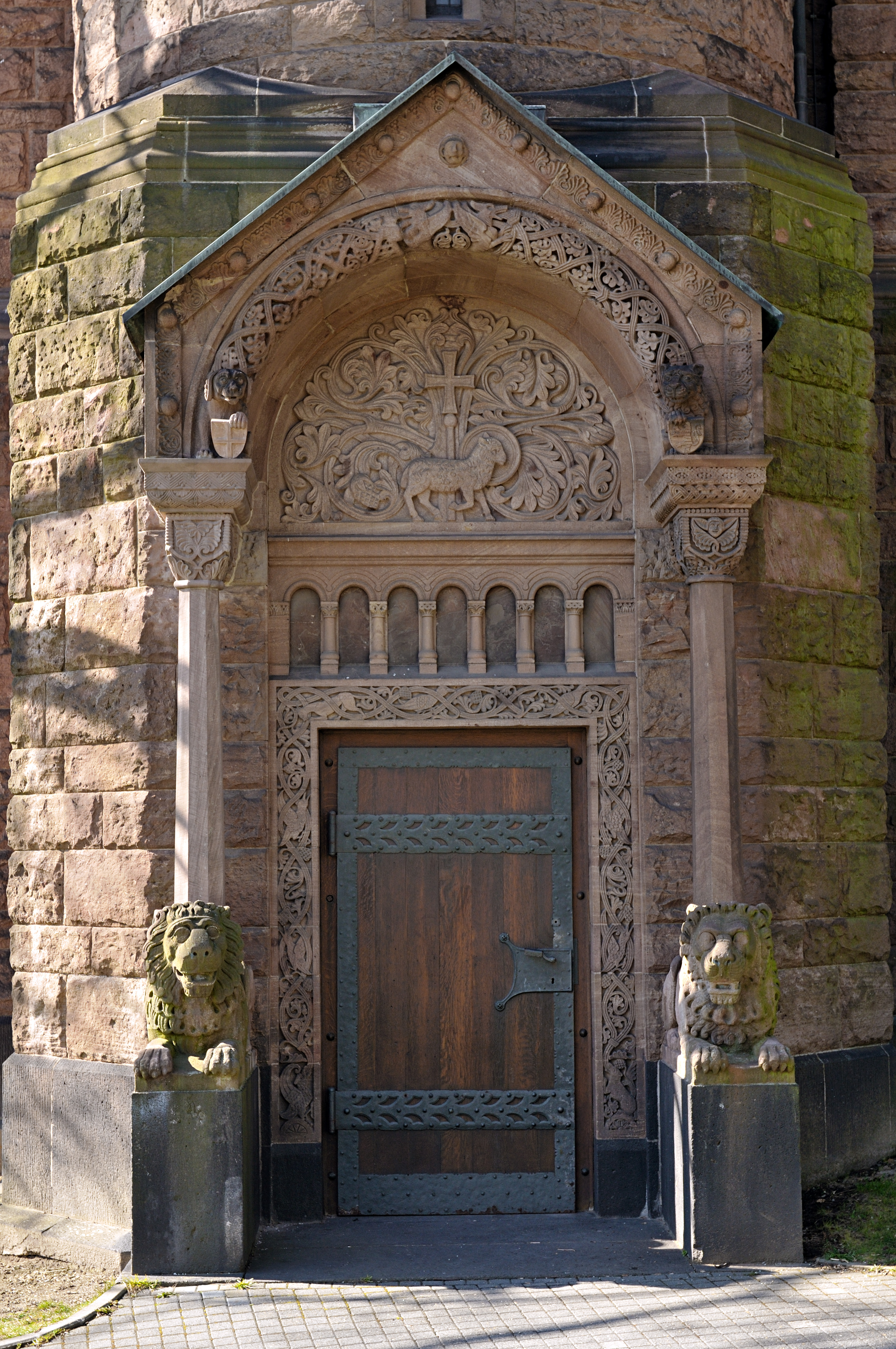
Entrada lateral en el ábside
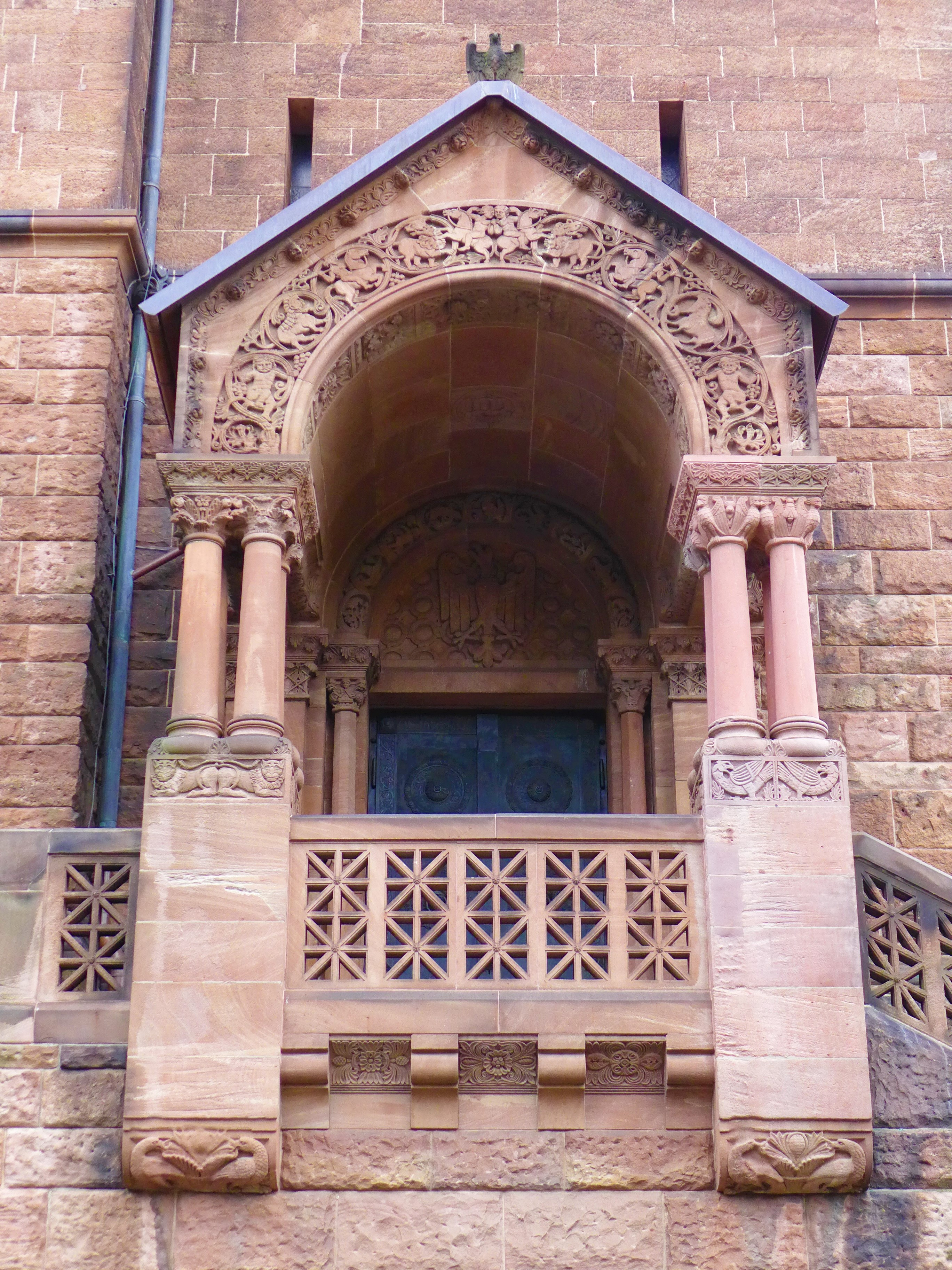
Detalle balcón

## Historia
La iglesia fue construida para servir a los cristianos evangélicos de Bad Homburg, que a principios del siglo XX padecían la falta de suficiente espacio para congregarse. Su construcción fue pagada y el diseño supervisado por Guillermo II de Alemania, último emperador alemán, que para entonces había convertido a Bad Homburg en una ciudad de residencia de verano, y que más tarde iria a menudo a rezar en la iglesia, sentado en su propio palco imperial con entrada privada. La emperatriz Augusta Victoria  también proporcionó la cruz de altar incrustada de joyas que originalmente estaba destinada a la Iglesia del Redentor en Jerusalén.
En 1901 se  encomendó al arquitecto berlinés Max Spitta el proyecto de construcción de la nueva iglesia. Cuando Spitta murió en diciembre de 1902, el arquitecto Franz Schwechten  terminó el diseño en estilo neorrománico tardío. Los cimientos se realizaron en 1903 y la nueva iglesia se inauguró en presencia de la pareja imperial el 17 de mayo de 1908. El edificio fue construido principalmente por la Philipp Holzmann  Company de Frankfurt. Los numerosos trabajos artesanales en el interior del edificio fueron obra de talleres de artesanía local.

## Arquitectura

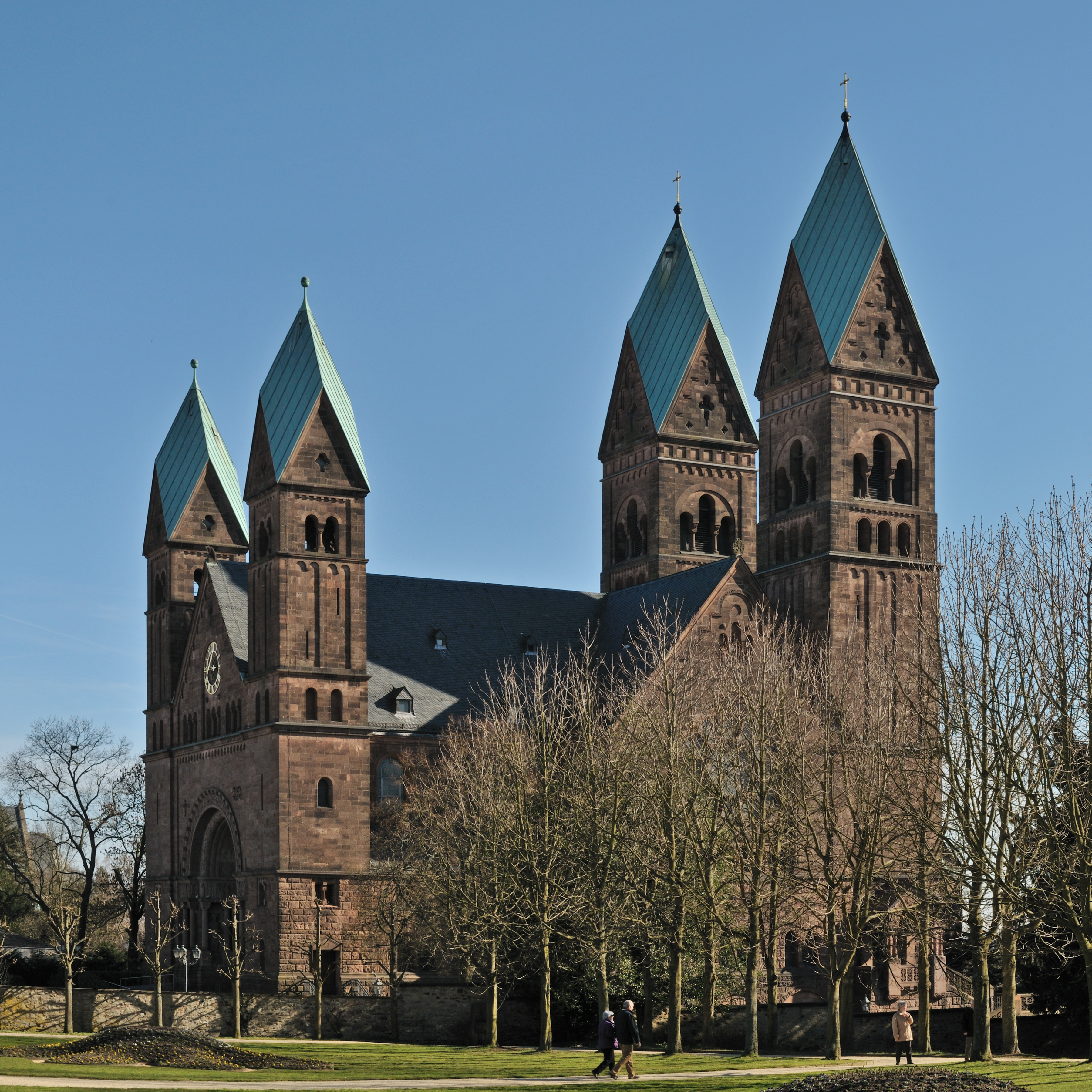
Vista desde el castillo de Bad Homburg

La iglesia es de planta basilical, cruciforme, con cuatro torres, con arcadas ciegas y un alto arco portal de dos puertas para el tímpano. Las torres del lado del altar son más grandes y altas que las del lado de la entrada, lo que le da al edificio un cambio de perspectiva notable, especialmente desde lejos.
La fachada exterior fue diseñada por el profesor Gotthold Riegelmann y recuerda a las catedrales imperiales renanas. Sin embargo, el diseño interior y la decoración recuerdan a Hagia Sophia. El interior consiste en una mezcla de estilo  neobizantino y Art Nouveau. El tema del Cristo Redentor es omnipresente en toda la iglesia y culmina en el mosaico del Cristo Pantocrátor  de la bóveda del ábside.

Interior
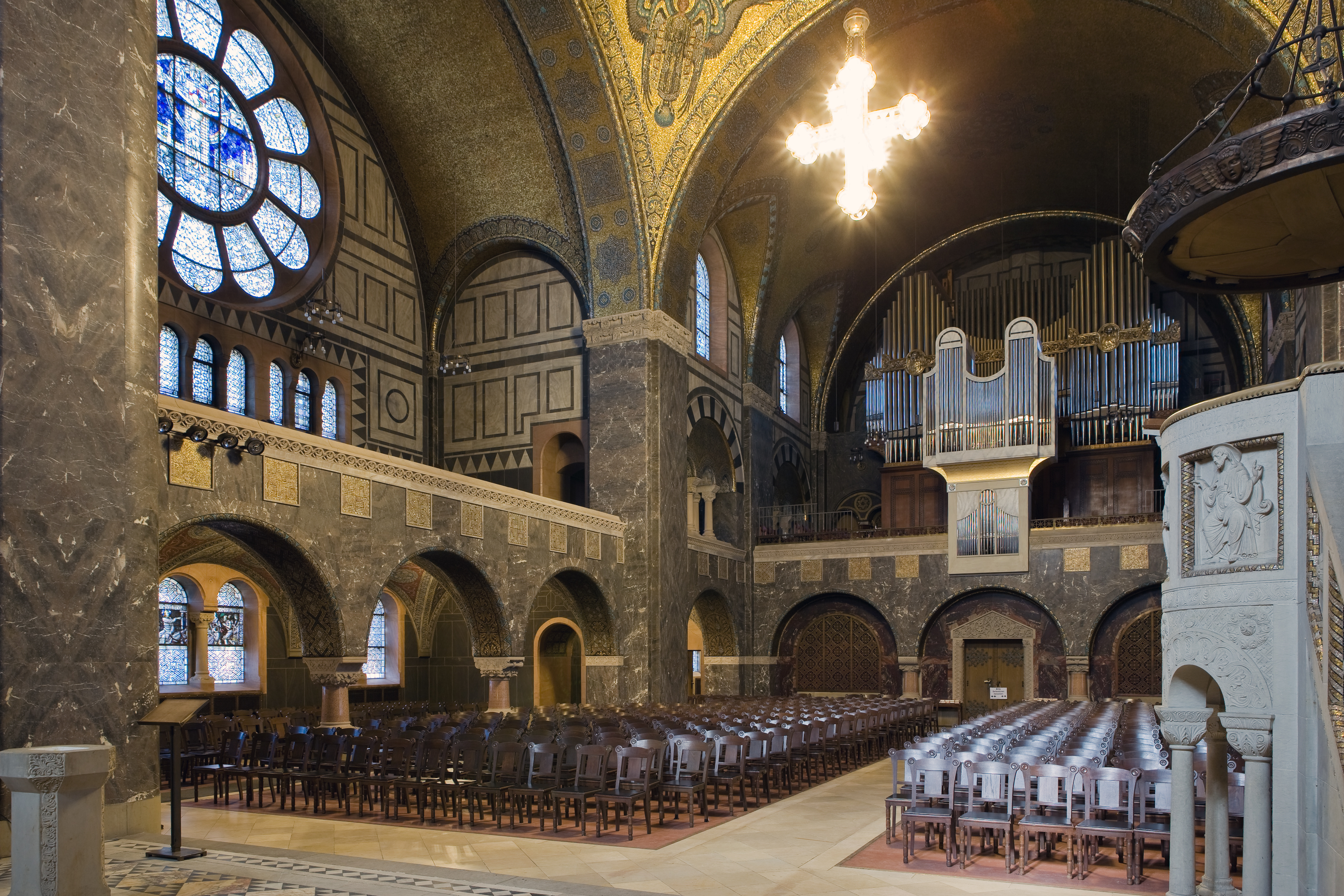
interior desde el ábside
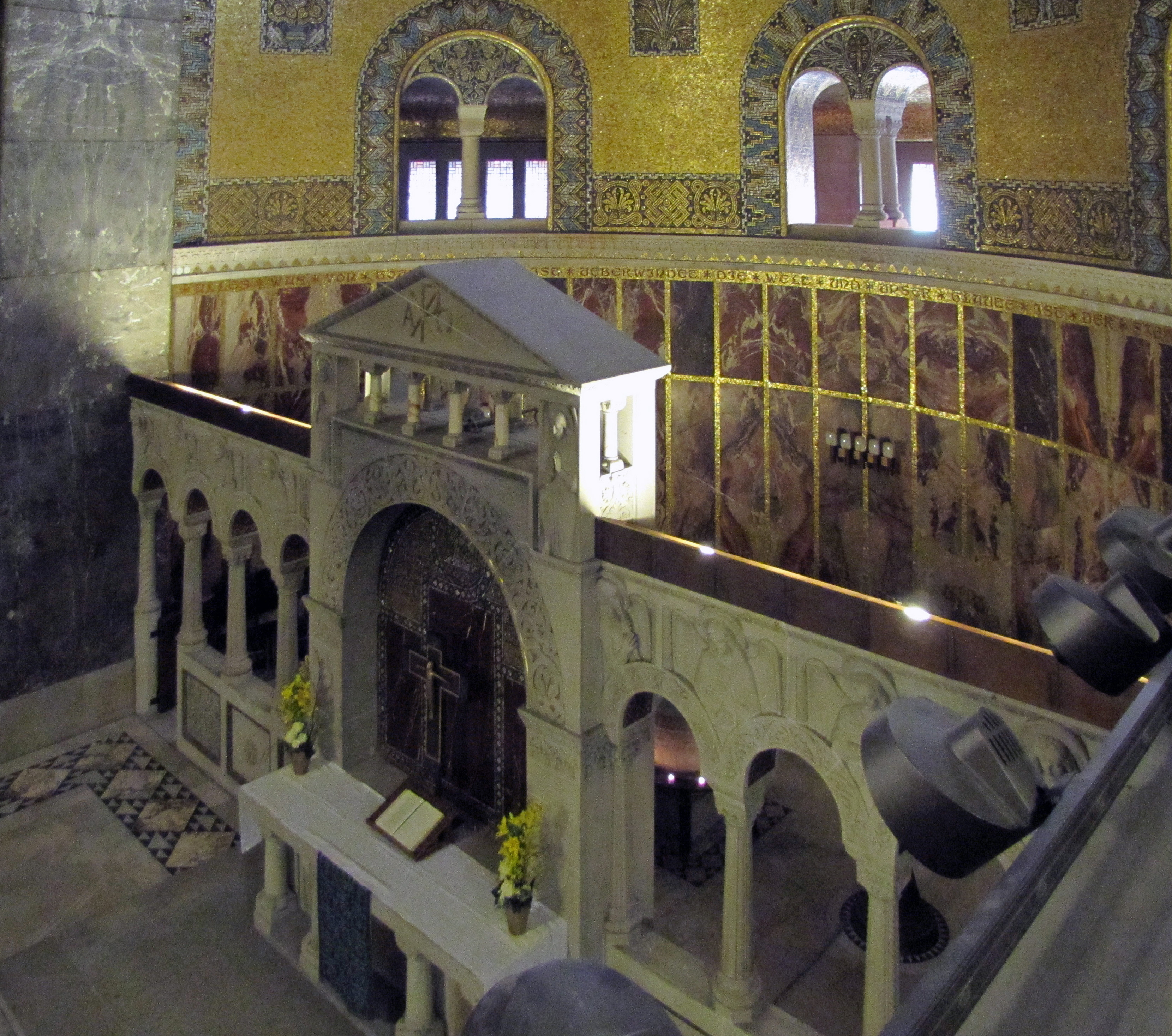
Vista desde el palco imperial del altar y el ábside
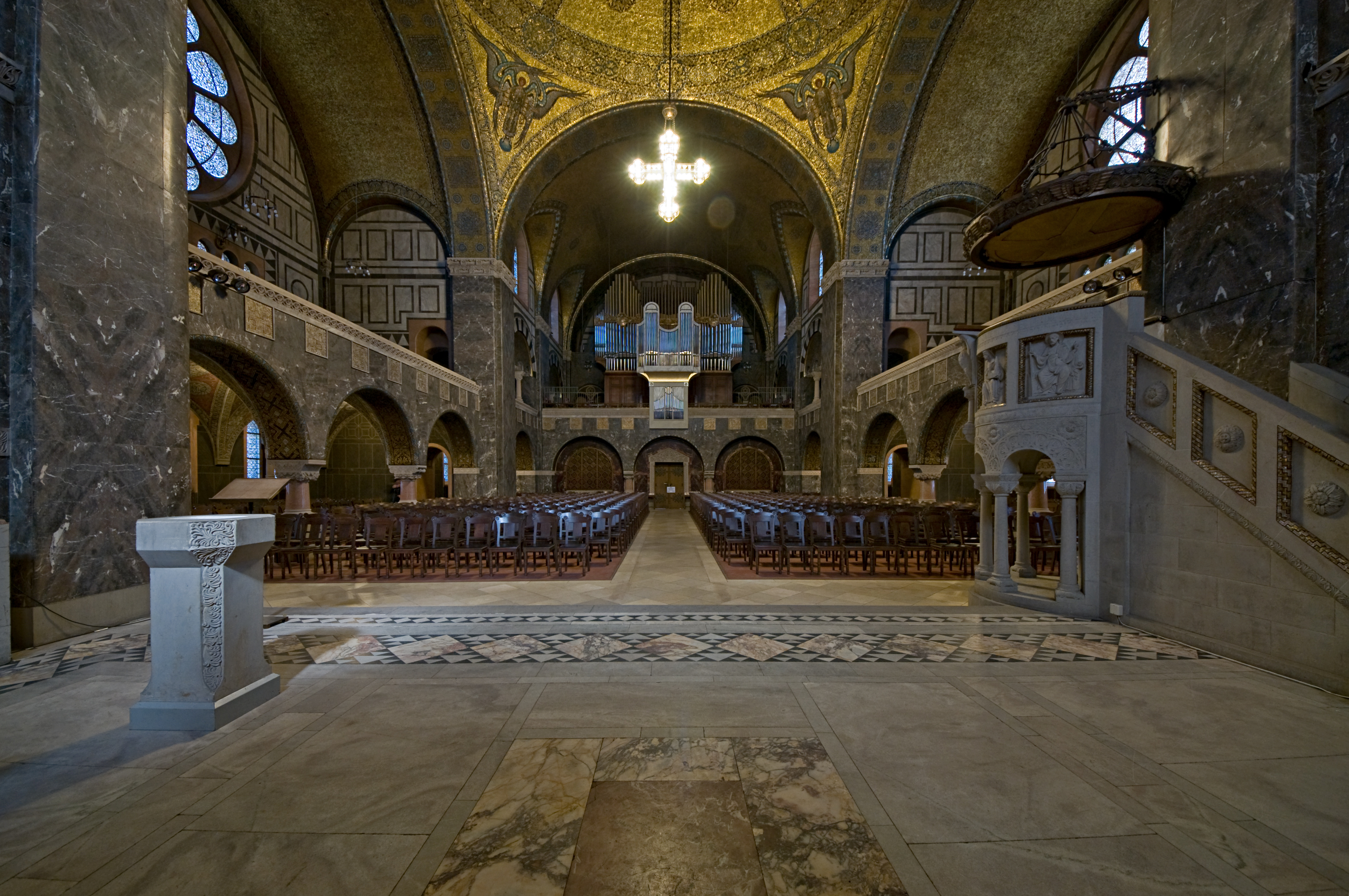
Nave central de la iglesia, vista desde el altar
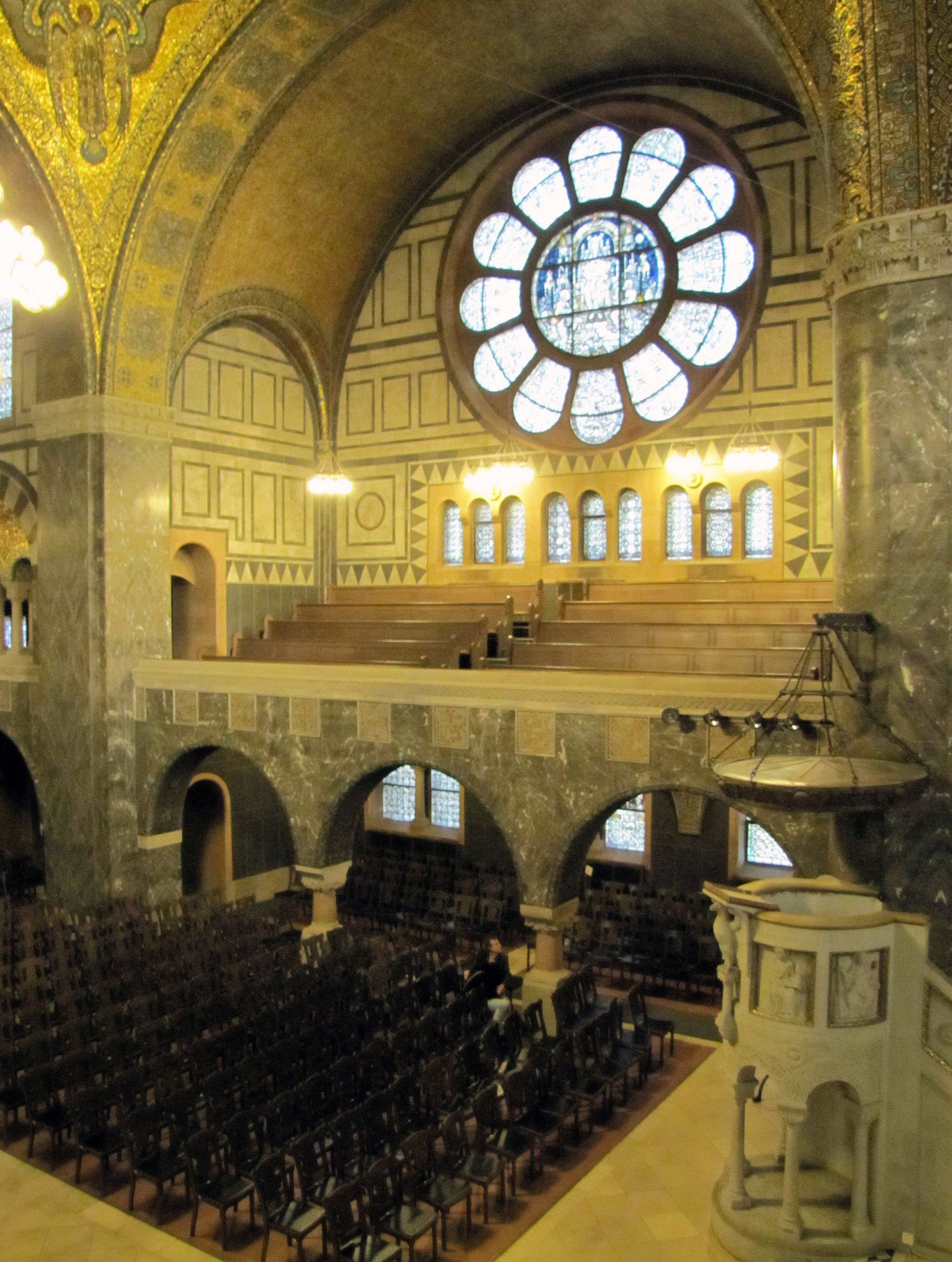
Lado oriental de la iglesia
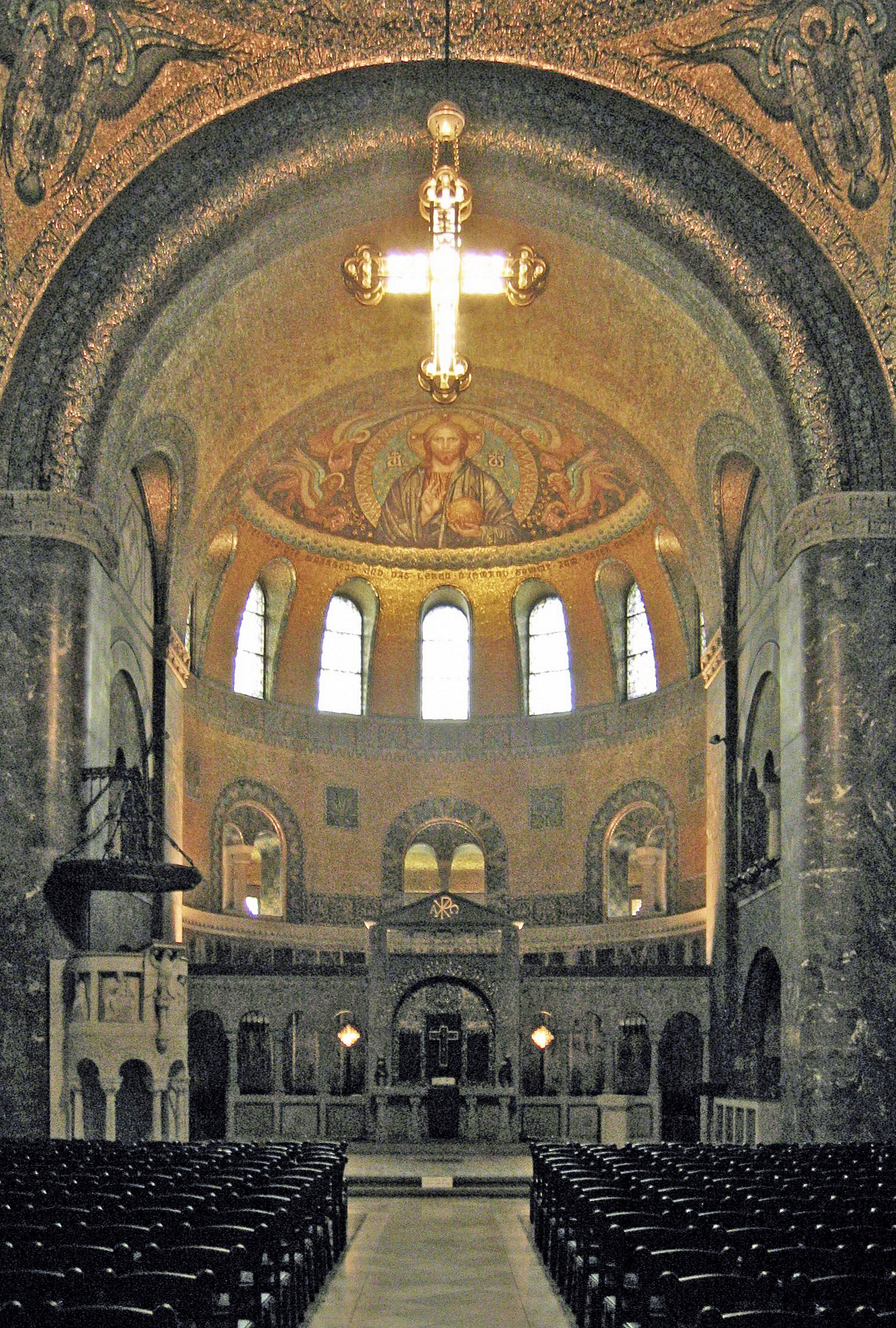
Vista del ábside

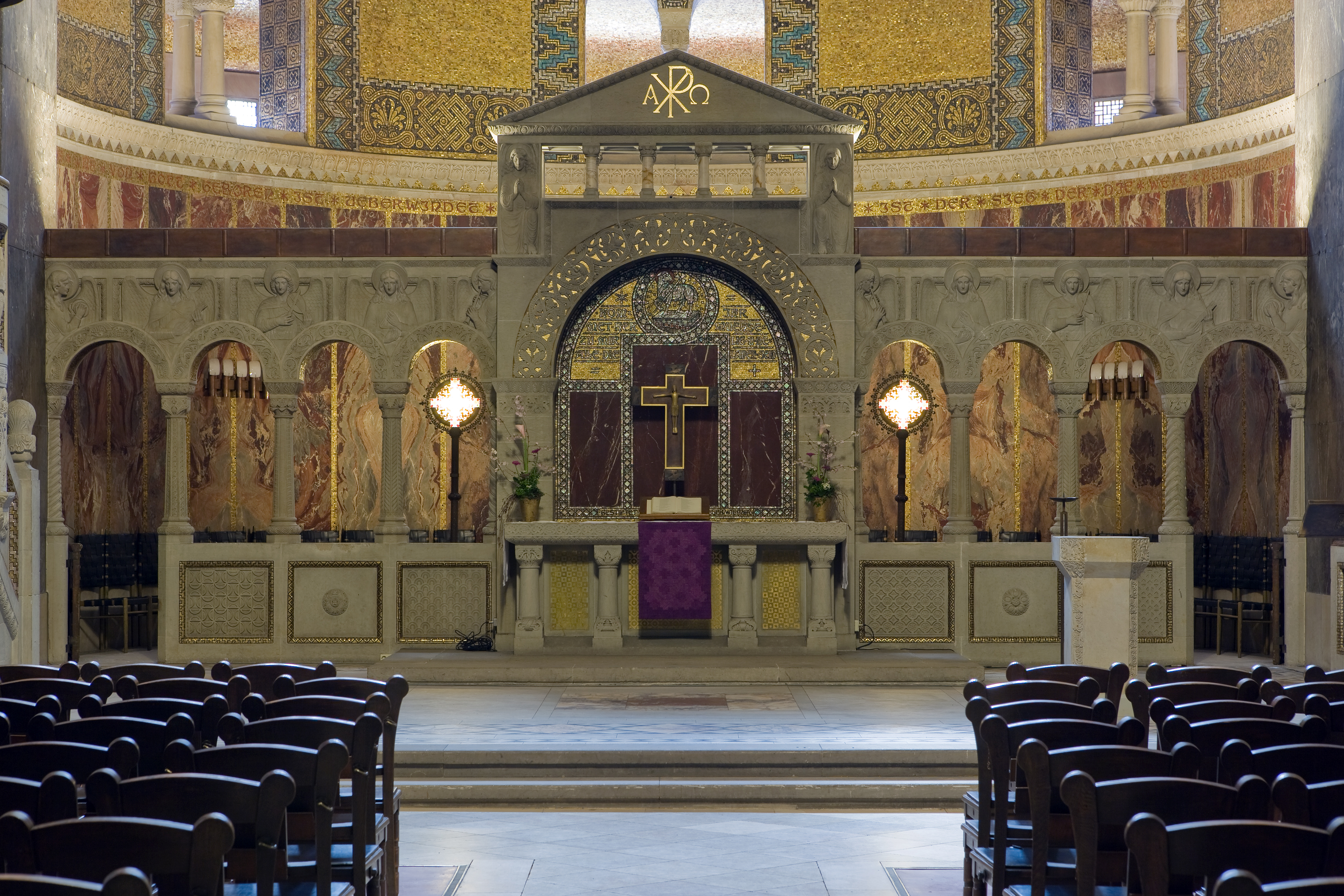
Altar y jubeo vistos desde la nave central
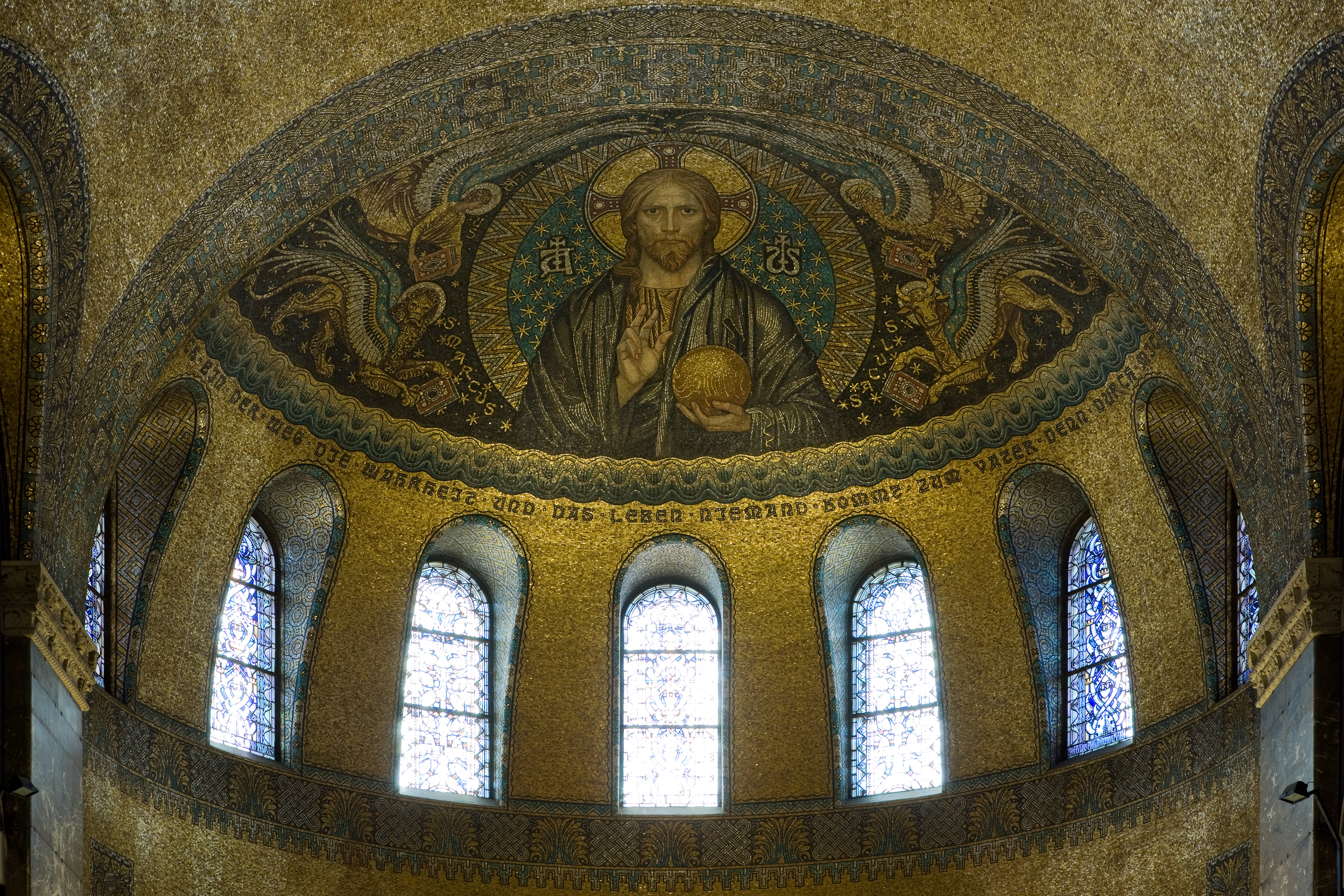
Pantocrator en la bóveda del ábside
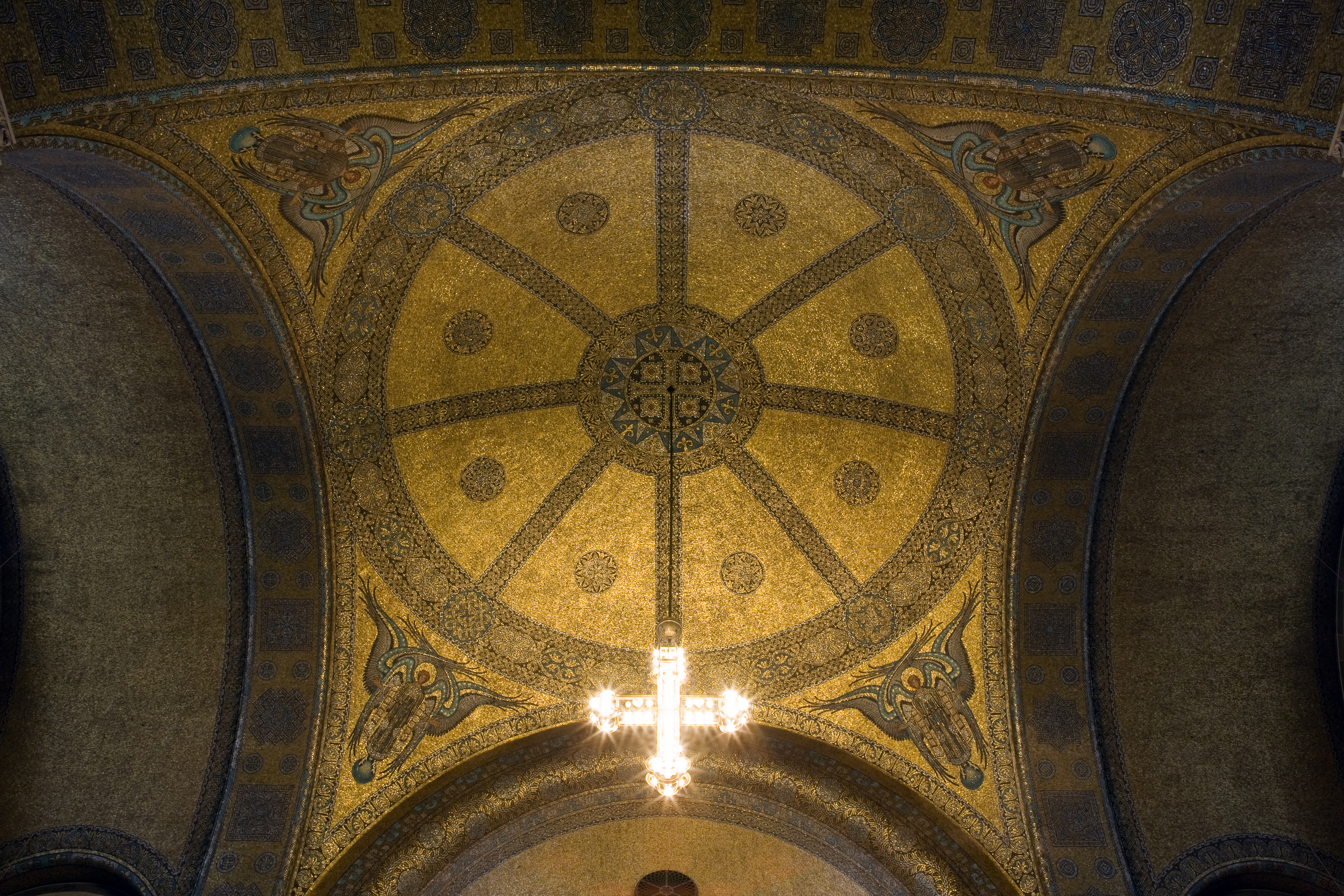
Mosaicos dorados que cubren el techo abovedado
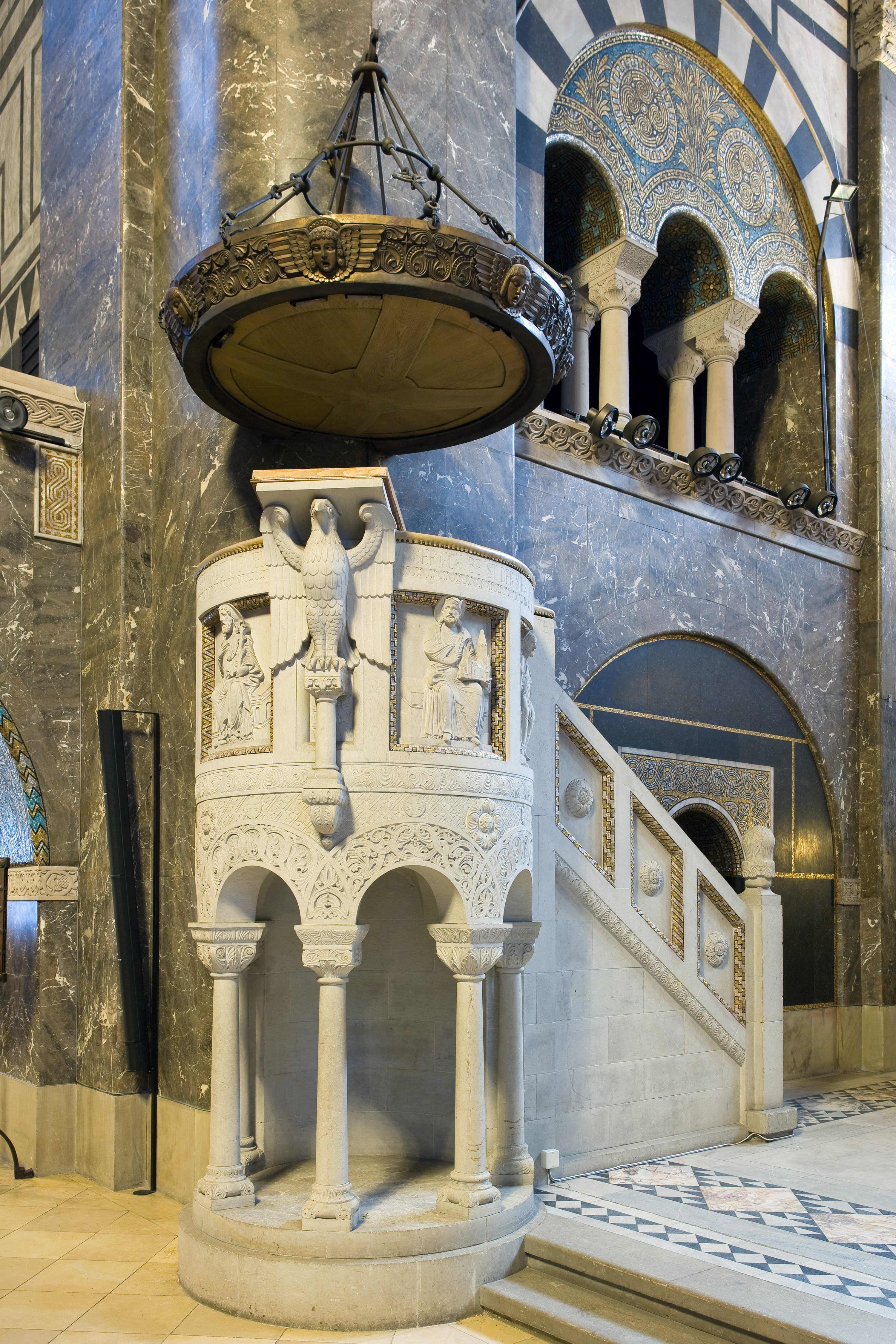
Detalle del púlpito

## Órganos

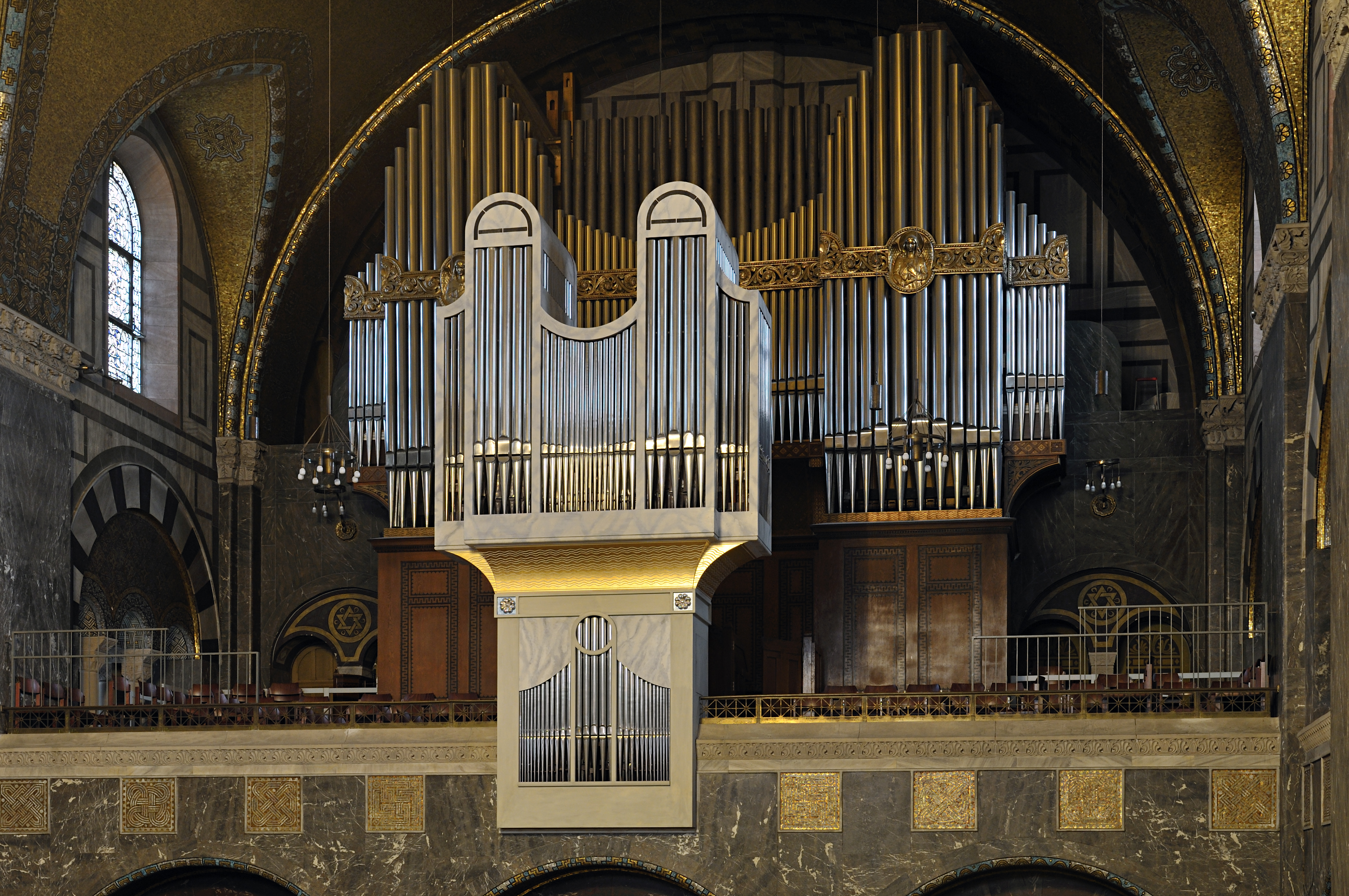
Los órganos

Dos grandes órganos de iglesia están instalados en la Erlöserkirche. Un órgano Sauer de principios del siglo XX y un órgano Bach nuevo basado en un modelo de Turingia de 1742.
- Órgano Sauer (1908), cuya salida de sonido se encuentra sobre el altar, fue construido en 1908 por Wilhelm Sauer (Frankfurt / Oder).

- Órgano Woehl (1990); Gerald Woehl creó en 1990 el órgano Bach implementando un diseño de Johann Sebastian Bach. El órgano está situado en la balaustrada de la galería y forma con el órgano Sauer una unidad. compositiva.

## Campanas de la iglesia
Las campanas de la iglesia constan de cinco campanas diferentes. La más grande pesa aproximadamente 6.400 kg. Las primeras cuatro campanas fueron fundidas en 1905 por la fundición de campanas Andreas Hamm en Frankenthal. En la década de 1920, la campana de Zwinglio ('Zwingliglocke') fue transferida del pueblo vecino, Kirdorf, para que sirviera como campana de hora. Las campanas 1, 3 y 4 sobrevivieron a la Primera y Segunda Guerra Mundial. Aunque la segunda campana, la campana Landgraf ('Landgrafenglocke'), sobrevivió a la Primera Guerra Mundial, fue dañada durante la Segunda Guerra Mundial. A partir de los fragmentos de la segunda campana, la fundición de campanas Schilling fundió una nueva campana.
| N.º | Nombre                                      | año de lanzamiento | ciudad de fundición; | Peso (en kg) | Nominal (16tel) |
| 1   | Campana del emperador (Kaiserglocke)        | 1905               | Hamm, Frankenthal    | 6400         | g0 +4           |
| 2   | Campana del landgrave (Landgrafenglocke)    | 1948               | Schilling, Apolda    | 2958         | h0 +1           |
| 3   | Campana de Isabel (Elisabethenglocke)       | 1905               | Hamm, Frankenthal    | 1900         | d1 −4           |
| 4   | Campana de Maria (Mariannenglocke)          | 1905               | Hamm, Frankenthal    | 1500         | e1 −3           |
| 5   | Campana del emperador (Auferstehungsglocke) | 1932               | Rincker, Sinn        | 800          | g1 +5           |
| –   | Campana de Zwinglio (Zwingliglocke)         | 1912               | Schilling, Apolda    | ?            | es2             |